# جون بارتون (شاعر)
جون بارتون هو شاعر كندي، ولد في 1957 في إدمونتون في كندا.